# Kurdiska revolten

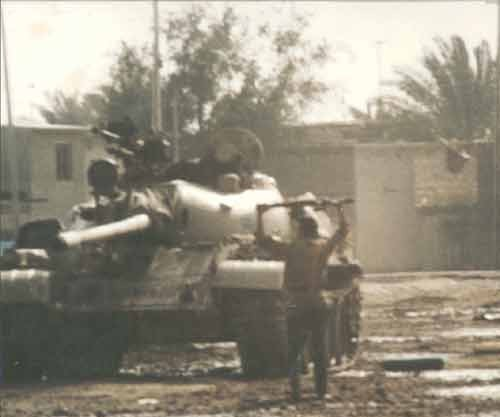
En irakisk stridsvagn som förstörts av rebellerna.

Kurdiska revolten (kurdiska: rāpārīn) även kallad den stora kurdiska revolten, var ett etniskt och religiöst uppror mot Saddams Husseins Irak år 1991 till följd av gulfkriget. Revolten leddes av kurdiska och shiamuslimska styrkor. 
Den kurdiska revolten varade från mars till april 1991 efter en vapenvila i slutet av gulfkriget. Upproret var för det mesta okoordinerat och drevs av uppfattningen att den irakiske presidenten Saddam Hussein hade blivit sårbar för en regimförändring. Denna uppfattning var främst resultatet av kriget mellan Iran och Irak samt gulfkriget. Bägge krigen inträffade inom loppet av ett decennium och ödelade till stor del Iraks befolkning och ekonomi.
Upproret i norr (irakiska Kurdistan) bröt ut den 5 mars i staden Ṟaniye. Inom 10 dagar tog kurdiska nationalistiska, islamistiska, och kommunistiska rebeller (tillsammans med tiotusentals avhoppade milismän och armédesertörer) kontrollen över varje stad i norr utom Kirkuk (som senare föll den 20 mars) och Mosul. Inom de första två veckorna föll de flesta av Iraks städer och provinser till rebellerna. Efter initiala segrar hölls revolutionen tillbaka från fortsatta framgångar av interna splittringar såväl som en brist på förväntat amerikanskt och/eller iranskt stöd. Saddams sunnidominerade regering lyckades behålla kontrollen över huvudstaden Bagdad och undertryckte snart rebellerna i stor utsträckning i en kampanj som genomfördes av regeringstrogna styrkor med det irakiska republikanska gardet i spetsen.

## Resultat
Tiotusentals irakiska soldater grävde in längs fronten, uppbackade av stridsvagnar och tungt artilleri, medan den irakiska regeringen upprättade en blockad av mat, bränsle och andra varor till området. I norr fortsatte striderna fram till april då en överenskommelse gjordes om irakiskt tillbakadragande från delar av den kurdiskt bebodda regionen. Detta ledde till upprättandet av Kurdistans regionala regering och skapandet av en kurdisk autonom republik i tre provinser i norra Irak.
Under den korta, ungefär en månad långa perioden dog tiotusentals människor och nästan två miljoner fördrevs. Efter konflikten intensifierade den irakiska regeringen en tidigare systematisk tvångsförflyttning av träskaraber och dräneringen av de mesopotamiska våtmarkerna i flodsystemet bestående av Eufrat och Tigris. Flygförbudszoner etablerades också över norra och södra Irak.